# Інститут Санта-Фе
Інститут Санта-Фе (SFI) — незалежний інститут теоретичних досліджень, розташований у Санта-Фе, Нью-Мексико, США, є некомерційною організацією і займається міждисциплінарним дослідженням фундаментальних властивостей складних адаптивних систем, включаючи фізичні, математичні, біологічні та соціальні системи.
Інститут складається з невеликої групи постійних співробітників, великої кількості співробітників, які постійно працюють в інших інститутах, і запрошених дослідників. Інститут консультують видатні вчені, включаючи кілька лауреатів Нобелівської премії. Також проводиться освітню роботу по комплексним системам серед студентів.
Фінансування інституту включає пожертвування, гранти, державне субсидування і вкладення комерційних структур. Бюджет на 2011 рік склав трохи більше $10 млн..
Теоретик в галузі еволюції Девід Кракауер став президентом Інституту з 1 серпня 2015 року.

## Історія
Інститут Санта-Фе був заснований 1984 року вченими Джорджем Коеном, Девідом Пайнсом, Ніком Метрополісом, Хербом Андерсоном, Річардом Сланським та іншими. Всі вони були вченими з Лос-Аламоської національної лабораторії. В основу інституту, вчені втілили форум для проведення теоретичних досліджень за межами традиційних дисциплінарних кордонів факультетів та державного бюджету.
Від початку місія SFI полягала в поширенні понять нових міждисциплінарних досліджень — області, званої теорією складності або просто складних системи. Як тільки ідея міждисциплінарної науки зросла в популярності, ряд незалежних інститутів і відомств також зосередились на аналогічних цілях.
Інститут Санта-Фе був створений, без постійних або штатних посад. До складу інституту входить невелика група резидентів факультету та аспірантів-дослідників, а також велика група науковців, що пов'язані з інститутом, але працюють на постійних умовах в інших установах. Мотивацією цієї структури було: заохочувати активний оборот ідей і людей, дозволяючи дослідженням, залишатися на передньому плані міждисциплінарних наук. Сьогодні, Інститут Санта-Фе продовжує слідувати цій організаційній моделі.

## Організація
Інститут складається з декількох окремих груп. Зовнішній факультет складається приблизно зі 100 афілійованих дослідників, для яких університети є основним місцем роботи. Більшість цих людей становлять науковці з співтовариства вчених, які часто відвідують інститут і сприяють його дослідженням. Діловою мережею Інституту є група приватних компаній і державних установ, зацікавлених у комплексному дослідженні систем. Члени бізнес-мережі часто посилають своїх представників в інститут на зустрічі, або як наукових співробітників у резиденції в інституті. Наука Рада Інституту — це велика група відомих учених, які консультують інститут з важливих стратегічних питань. Ця група включає в себе ряд лауреатів Нобелівської премії.
Нині інститут очолює еволюціоніст Девід Кракауера, і віцепрезидент, еколог Дженніфер Данн. Раду Опікунів очолює Міхаєль Маубоссін.

## Дослідження
Сфера досліджень Інституту зосереджена як на складних адаптивних системах, так і взагалі, на складних системах.
Історично склалося так, що дослідники афілійовані з інститутом грали ролі різного рівня в галузі розробки та використанні методів для вивчення складних систем, у тому числі агенто-орієнтоване моделювання, теорії мереж, обчислювальної імунології, фізики фінансових ринків, генетичних алгоритмів, фізики обчислень і машинного навчання.
Інститут також вивчає фундаментальні теми у фізиці та математиці складних систем, використовуючи інструменти з дисциплін, таких як теорія інформації, комбінаторика, теорія складності обчислень і фізика конденсованих середовищ. Останні дослідження в цій галузі були включені до фазових переходів у ВЗ — важкі завдання.
Дослідження інституту включають в себе вивчення:
- процесів, що ведуть до появи ранніх форм життя;
- еволюційного моделювання;
- метаболічних і екологічних законів подоби;
- фундаментальних властивостей міст;
- еволюційної диверсифікації вірусних штамів;
- взаємодії і конфліктів соціальних груп приматів;
- історії мов;
- взаємодії видів, у тому числі харчових ланцюгів;
- динаміки фінансових ринків;
- виникнення ієрархії і кооперації в ранніх людських популяціях;

- біологічних і технологічних нововведень[5][6].

## Деякі досягнення
Основоположний внесок в області:
- теорії хаосу;[5]

- генетичних алгоритмів;
- складних систем в економіці;[12]
- комплексних мереж;[13]
- системної біології.[14]

Дослідження інституту призвели до спроб створення штучного життя в 1980-х і 1990-х.
Проєкт «Evolution of Human Languages» (Еволюція людських мов), спроба відстежити розвиток мов до Теорії моногенезу.

## Відомі співробітники
Постійні співробітники Інституту:
- Крістфер Муре[en]
- Маррі Гелл-Манн
- Самуель Боулес[en]
- Девід Волперт[en]

## Також див
- Системний підхід
- Плектікі[en]
- Теорія хаосу
- Штучне життя